# Dalhousiella carpenteri
Dalhousiella carpenteri är en ringmaskart som beskrevs av McIntosh 1901. Dalhousiella carpenteri ingår i släktet Dalhousiella och familjen Hesionidae. Arten har ej påträffats i Sverige. Inga underarter finns listade i Catalogue of Life.